# Divisie Nr. 9 (Newfoundland en Labrador)
Divisie Nr. 9 (Engels: Division No. 9) is een censusdivisie in Newfoundland en Labrador, de oostelijkste provincie van Canada. Het door Statistics Canada afgebakende gebied komt grotendeels overeen met het Great Northern Peninsula van Newfoundland inclusief enkele plaatsen ten zuiden van Bonne Bay.

## Demografie

### Bevolkingsomvang
De volkstelling van 1951 was de eerste sinds de toetreding van Newfoundland tot de Canadese Confederatie. Divisie Nr. 9 telde toen zo'n 17.000 inwoners. Er vond in de decennia erna een stevige groei plaats met een bevolkingsomvang die in 1986 rond de 26.000 piekte. Eind de jaren 80 begon het gebied echter demografisch achteruit te gaan. Die dalende trend is in de 21e eeuw nog steeds bezig.
Tussen 1986 en 2021 daalde de bevolkingsomvang van Divisie Nr. 3 van 25.954 naar 14.733. Dat komt neer op een daling van 11.221 inwoners (-43,2%) in 35 jaar tijd.
- Bron: Statistics Canada (1951–1986[1], 1991–1996[2], 2001–2006[3], 2011–2016[4], 2021[5])

### Taal
In 2021 had 99,2% van de inwoners van Divisie Nr. 9 het Engels als moedertaal; vrijwel alle anderen waren die taal machtig. Hoewel slechts 20 mensen (0,1%) het Frans als moedertaal hadden, waren er 175 mensen die die andere Canadese landstaal konden spreken (1,2%). Na het Engels en Frans was in 2021 de meest gekende taal het Hindi met 70 sprekers (0,5%). Divisie Nr. 9 telde in 2016 daarnaast zo'n vijf mensen die het Nederlands als moedertaal hadden.

### Inheemse bevolking
Bij de volkstelling van 2016 gaven 2.005 inwoners (13,1%) van Divisie Nr. 9 aan dat ze een inheemse identiteit hebben. Een ruime meerderheid van hen behoort tot de First Nations met daarnaast nog 140 Inuit en 340 Métis. Onder hen waren tien mensen een inheemse taal machtig.

## Plaatsen
Divisie Nr. 9 telt 27 gemeenten die volgens de volkstelling van 2016 tezamen 12.006 inwoners telden, oftewel 76,9% van het inwonertotaal. De overige inwoners wonen in gemeentevrij gebied, grotendeels in de 21 plaatsen die een local service district (LSD) hebben. Er zijn echter ook meerdere gemeentevrije plaatsen – de meesten daarvan designated places – zonder enige vorm van lokaal bestuur.
| - Anchor Point - Bellburns - Bird Cove - Conche - Cook's Harbour - Cow Head - Daniel's Harbour - Englee - Flower's Cove - Glenburnie-Birchy Head-Shoal Brook - Goose Cove East - Hawke's Bay - Main Brook - Norris Point - Parson's Pond - Port au Choix - Port Saunders - Raleigh - River of Ponds - Rocky Harbour - Roddickton-Bide Arm - Sally's Cove - St. Anthony - St. Lunaire-Griquet - St. Pauls - Trout River - Woody Point | - Bartletts Harbour - Bear Cove - Black Duck Cove - Brig Bay - Castors River North - Castors River South - Eddies Cove West - Forresters Point - Great Brehat - Green Island Brook - Hay Cove - L'Anse aux Meadows - Nameless Cove - Noddy Bay - Pigeon Cove-St. Barbe - Plum Point - Portland Creek - Reefs Harbour-Shoal Cove West-New Ferolle - Ship Cove - St. Anthony Bight - Straitsview | - Blue Cove - Bonne Bay Big Pond - Croque - Deadmans Cove - Eddies Cove - Green Island Cove - North Boat Harbour - Pines Cove - Pond Cove - Quirpon - Sandy Cove - Savage Cove - Shoal Cove East - St. Carol's - St. Julien's - Three Mile Rock - Wild Bight - Wiltondale |